# Хорватія на Євробаченні Юних Музикантів
Хорватія брала участь у Євробаченні Юних Музикантів, що проводиться кожні два роки, дванадцять разів починаючи з 1994 року.
8 липня 2019 року Європейська мовна спілка оголосила, що хорватська телекомпанія HRT проведе Євробачення Юних Музикантів 2020 у Загребі. Однак 18 березня 2020 року було оголошено, що конкурс було відкладено на невизначений термін через пандемію COVID-19. У лютому 2022 року було підтверджено, що Хорватія не прийматиме цей конкурс. Спочатку країна не була включена до списку учасників 21 лютого 2022 року, однак у червні стало відомо, що Хорватія братиме участь у конкурсі. У грудні 2023 року мовник підтвердив, що не братиме участі у 2024 році.

## Учасники
Умовні позначення
     Переможець
     Друге місце
     Третє місце
     Не пройшла до фіналу
     Участь скасовано
     Не брала участі
| Рік  | Місце проведення | Учасник             | Інструмент      | Фінал                      | Півфінал          |
| ---- | ---------------- | ------------------- | --------------- | -------------------------- | ----------------- |
| 1994 | Варшава          | Ана Відович         | Гітара          | Не вдалося кваліфікуватися | -                 |
| 1996 | Лісабон          | Не брала участь     | Не брала участь | Не брала участь            | Не брала участь   |
| 1998 | Відень           | Моніка Лесковар     | Віолончель      | 2                          | -                 |
| 2000 | Берген           | Не брала участь     | Не брала участь | Не брала участь            | Не брала участь   |
| 2002 | Берлін           | Іво Дропуліч        | Скрипка         | Не вдалося кваліфікуватися | -                 |
| 2004 | Люцерн           | Каяна Пачко         | Віолончель      | Не вдалося кваліфікуватися | -                 |
| 2006 | Відень           | Варга Зіта          | Віолончель      | Не вдалося кваліфікуватися | -                 |
| 2008 | Відень           | Марін Марас         | Скрипка         | Не вдалося кваліфікуватися | -                 |
| 2010 | Відень           | Філіп Мерчеп        | Ударні          | -                          | -                 |
| 2012 | Відень           | Катаріна Кутнар     | Скрипка         | Не вдалося кваліфікуватися | -                 |
| 2014 | Кельн            | Сара Домьяніч       | Скрипка         | -                          | Без півфіналів    |
| 2016 | Кельн            | Марко Мартинович    | Бісерниця       | -                          | Без півфіналів    |
| 2018 | Единбург         | Ян Томініч          | Саксофон        | Не вдалося кваліфікуватися | -                 |
| 2020 | Загреб           | Іван Петрович-Поляк | Фортепіано      | Конкурс скасовано          | Конкурс скасовано |
| 2022 | Монпельє         | Іван Петрович-Поляк | Фортепіано      | -                          | Без півфіналів    |
| 2024 | Буде             | Не брала участь     | Не брала участь | Не брала участь            | Не брала участь   |

## Галерея

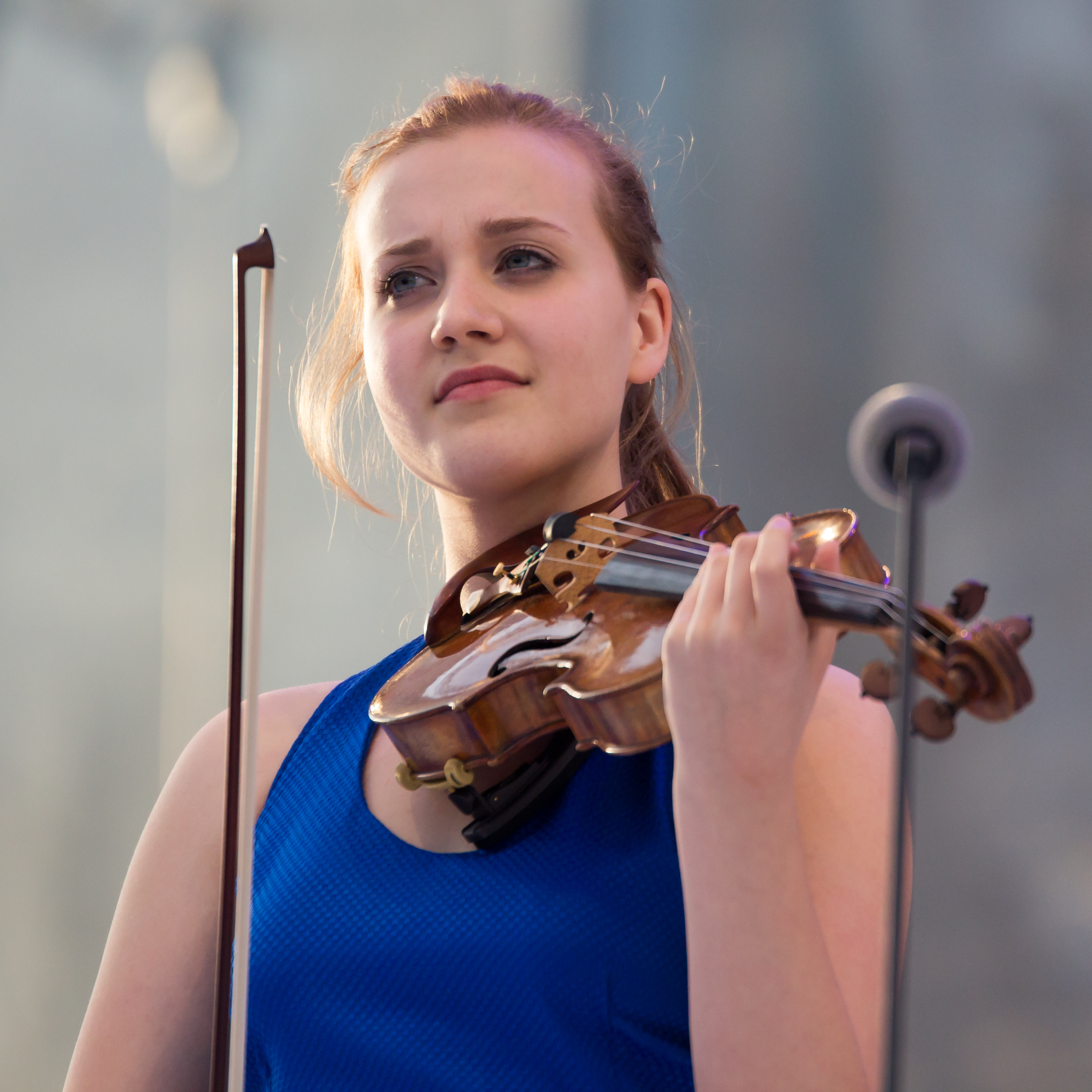
Сара Домьяніч у Кельні (2014)
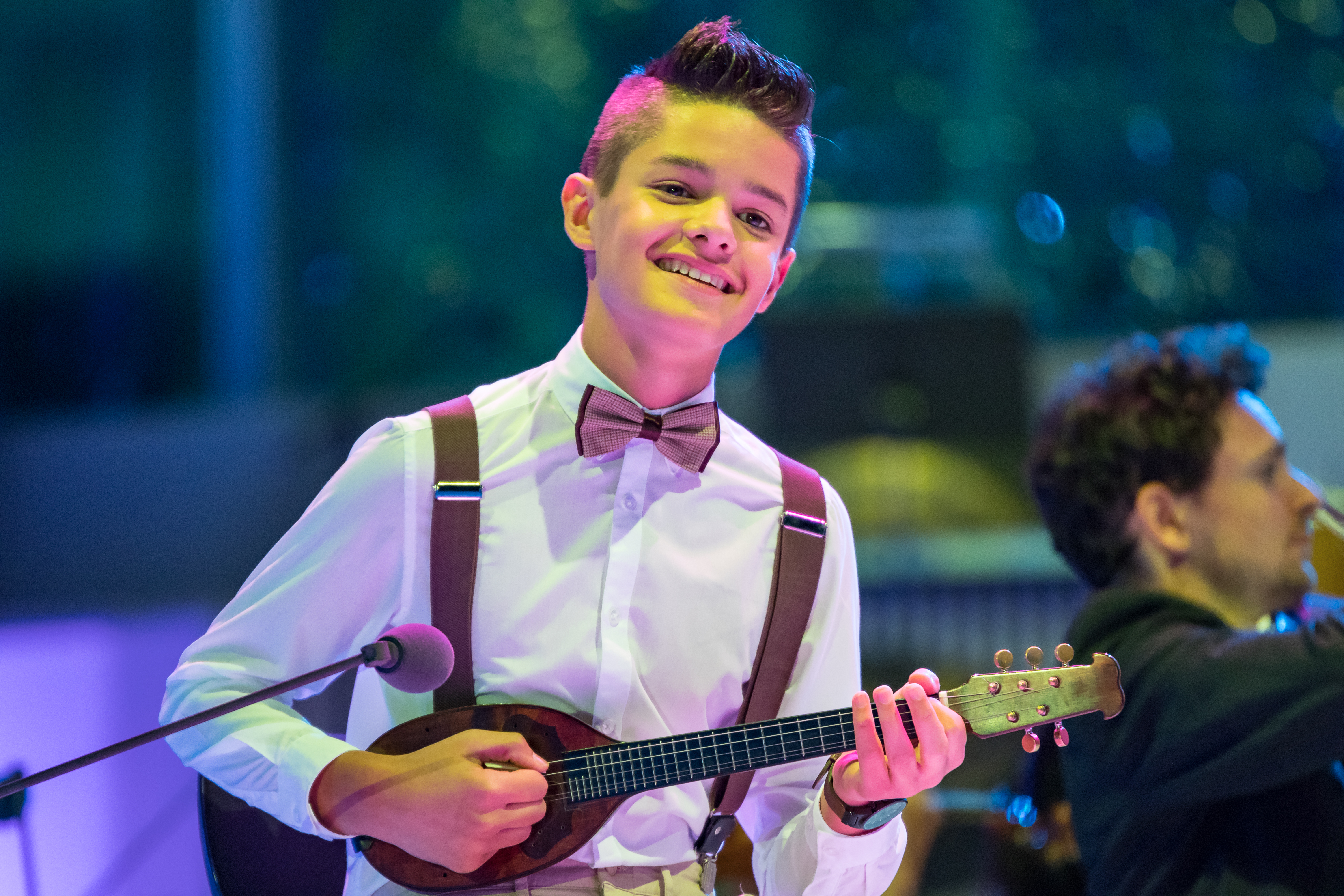
Марко Мартинович у Кельні (2016)

## Нотатки
1. ↑  Конкурс 2020 року було скасовано через пандемію COVID-19.